# Dolichognatha quadrituberculata
Dolichognatha quadrituberculata är en spindelart som först beskrevs av Eugen von Keyserling 1883.  Dolichognatha quadrituberculata ingår i släktet Dolichognatha och familjen käkspindlar.
Artens utbredningsområde är Peru. Inga underarter finns listade i Catalogue of Life.